# Gudrun Ritter

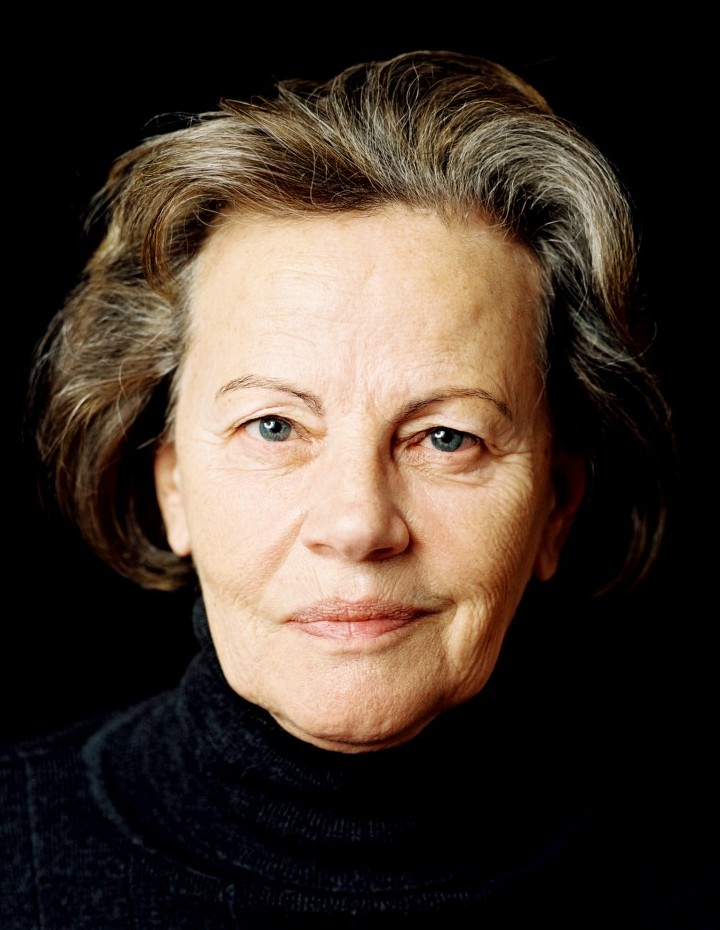
Gudrun Ritter (2000)

Gudrun Ritter (* 16. November 1936 in Marienberg) ist eine deutsche Schauspielerin und Hörspielsprecherin.

## Leben

### Ausbildung und Theater
Gudrun Ritter arbeitete zunächst als Puppenspielerin, bevor sie von 1956 bis 1959 Schauspiel an der Theaterhochschule Leipzig studierte.
Ihr erstes Engagement führte sie an das Deutsche Theater Berlin. Hier und am Berliner Ensemble war sie in einer Vielzahl von Theaterstücken zu sehen. Sie spielte unter anderem die Titelrolle in Hugo von Hofmannsthals Elektra, die Elisabeth in Friedrich Schillers Maria Stuart und die Leonore von Este in Johann Wolfgang von Goethes Torquato Tasso. 1979 brachte ihr die Darstellung der Sara Sampson in Gotthold Ephraim Lessings Miss Sara Sampson am Deutschen Theater Berlin den Kritikerpreis der Berliner Zeitung ein.
Unter Thomas Langhoff war sie 2003 am Berliner Ensemble als Mutter Kramer in der Inszenierung von Gerhart Hauptmanns Drama Michael Kramer an der Seite von Peter Fitz zu sehen. Jürgen Gosch besetzte sie in dem im Januar 2008 uraufgeführten Bühnenfassung von Anton Tschechows Onkel Wanja als Maria Wassilijewna Wojnizkaja, der Mutter vom Titelhelden Onkel Wanja. Ihre letzte Rolle am Theater hatte sie in der Spielzeit 2015/16 als Kinderfrau Anfissa in Leander Haußmanns Inszenierung von Anton Tschechows Drei Schwestern.

### Film und Fernsehen
1959 gab Ritter ihr Kameradebüt für die Fernsehinszenierung von Friedrich Schillers Kabale und Liebe. Danach wurde sie im Verlaufe der nachfolgenden Jahrzehnte in zahlreichen Produktionen der DEFA und des Deutschen Fernsehfunk (DFF) besetzt. Richard Groschopp besetzte sie in dem schwarz-weißen Gefängnisfilm Entlassen auf Bewährung, der Juni 1965 seine Uraufführung hatte, als Lilo in ihrer ersten Rolle auf der Kinoleinwand. Im September desselben Jahres war sie in ihrem zweiten Kinofilm, diesmal in einer Hauptrolle als junge Bäuerin Agnes an der Seite von Erwin Geschonneck, in der Otto-Gotsche-Romanverfilmung Tiefe Furchen zu sehen. In dem Filmdrama Zeit zu leben von Horst Seemann spielte sie 1969 neben Fred Delmare die prägnante Nebenrolle der Erna Kalabis.
Wiederholt arbeitete Ritter für mehrere DEFA-Kinoproduktionen mit dem Regisseur Rainer Simon zusammen, so 1969 in dessen inszenierten DEFA-Märchenfilm Wie heiratet man einen König? an der Seite von Cox Habbema und Eberhard Esche als Rosine. Neben Kurt Böwe als dessen Filmehefrau spielte sie unter Simon in gleich in zwei Produktionen, so 1979 in der Filmkomödie Zünd an, es kommt die Feuerwehr und 1980 in einer der Hauptrollen als Barbara in Simons Gesellschaftsstudie Jadup und Boel, frei nach dem Roman Jadup von Paul Kanut Schäfer, der mit einem Aufführungsverbot belegt wurde und erstmals im Mai 1988 aufgeführt wurde. In Simons zeitkritischer Filmbiografie Das Luftschiff über den Luftschiff-Konstrukteur Franz Xaver Stannebein übernahm sie 1983 die Rolle der Polonia, die im Film in jungen Jahren von ihrer eigenen Tochter Franziska gespielt wurde.
In den von Klaus Gendries inszenierten Fernsehkomödien Florentiner 73 (1972) und deren Fortsetzung Neues aus der Florentiner 73 (1974) spielte sie an der Seite von Arnim Mühlstädt dessen Ehefrau Regler. 1973 übernahm sie die Rolle der Schwiegertochter des Schrankenwärters Platow in Siegfried Kühns Das zweite Leben des Friedrich Wilhelm Georg Platow. 1979 spielte sie unter der Regie von Georgi Kissimov in der Literaturverfilmung Hochzeit in Weltzow die Rolle der Frau Leidenfrost. 1980 arbeitete sie mit dem Regisseur Herrmann Zschoche zusammen und spielte neben Peter Bause als dessen Filmehefrau Irene Moldenschütt in der Literaturverfilmung Und nächstes Jahr am Balaton. Unter Ulrich Thein übernahm sie 1982 die Rolle der Mutter des von Thomas Stecher dargestellten Hauptprotagonisten in der Literaturadaption Romanze mit Amélie. In dem gesellschaftskritischen Jugendfilm Erscheinen Pflicht von Helmut Dziuba war sie 1984 in der Rolle der Frau Hanisch zu sehen. 1988 spielte sie in Bodo Fürneisens Verfilmung Die Weihnachtsgans Auguste (1988), wo sie erneut in der Rolle der Rosl Becker die Filmehefrau von ihrem Schauspielkollegen Peter Bause darstellte. 1989 übernahm Ritter an der Seite von Matthias Freihof eine Doppelrolle als fürsorgliche Lehrerin Frau Möllemann und gestresste Restaurant-Bedienung in Heiner Carows Coming Out, dem letzten DEFA-Kinofilm vor dem Mauerfall. 1990 erhielt sie für ihre Rolle der Lehrerin Laube in dem Filmdrama Verbotene Liebe den Nebendarstellerpreis auf dem 6. und letzten Nationalen Spielfilmfestival der DDR.
Im wiedervereinigten Deutschland konnte Ritter nahtlos an ihre Laufbahn in der DDR anknüpfen. 1991 spielte sie neben Katrin Sass und Ulrike Krumbiegel eine von drei Theaterschauspielerinnen in Siegfried Kühns Filmdrama Heute sterben immer nur die andern, das auf einer Erzählung von Charlotte Worgitzky basiert.
Ritter arbeitete nach der Wende mehrfach mit dem Regisseur Matti Geschonneck zusammen, der sie meist als Charakterdarstellerin besetzte. So spielte sie neben Maja Maranow und Anja Kling in dem Melodram Liebe Schwester eine Mutter zweier verstrittener Schwestern, von denen eine unheilbar an Brustkrebs erkrankt ist. 2010 besetzte er sie in der Hauptrolle der Großmutter Otti Henschel, die den SED-Kommunismus verachtet, in der Tragikomödie Boxhagener Platz, der auf dem gleichnamigen Roman von Torsten Schulz basiert.
2006 war Ritter für ihre Rolle der sich selbst des Mordes bezichtigenden, verhärmt-resignierten Anna Luckner in der Folge Das Glück der Anderen der ZDF-Krimireihe Bella Block für den Deutschen Fernsehpreis in der Kategorie Beste Nebendarstellerin nominiert. Ebenso übernahm sie in mehreren Filmkomödien prägnante Nebenrollen, so etwa 2015 in Er ist wieder da, einer Satire über Adolf Hitler, die Rolle der Oma Krömeier oder 2017 neben Elmar Wepper in Grüner wird’s nicht, sagte der Gärtner und flog davon die lesbische Großmutter Ellen von Zeydlitz. 2019 war sie in Jan-Ole Gersters vielfach ausgezeichnetem Filmdrama Lara als Mutter der von Corinna Harfouch gespielten Protagonistin Lara Jenkins auf der Kinoleinwand zu sehen. 2020 spielte Ritter in der sechsteiligen Netflix-Serie Das letzte Wort die durchgehende Rolle der Mina Dahlbeck, die nach dem Rauswurf aus ihrem Pflegeheim bei ihrer Tochter, dargestellt von Anke Engelke, einzieht. Im November 2021 wurde sie mit dem Götz-George-Preis für ihr Lebenswerk ausgezeichnet.

### Hörspielarbeiten und Privates
Ritter betätigt sich auch als Hörspielsprecherin. Ab Anfang der 1960er Jahre arbeitete sie für den staatlichen Rundfunk der DDR, später im wiedervereinigten Deutschland war sie in mehreren Produktionen für den MDR, Ostdeutschen Rundfunk Brandenburg, Deutschlandradio Kultur und den RBB zu hören.
Gudrun Ritter, die ihr Privatleben weitgehend vor der Öffentlichkeit abschirmt, ist Mutter der Schauspielerin und Theaterregisseurin Franziska Ritter (* 1964) und lebt in Berlin.

## Filmografie

### Kino
- 1965: Entlassen auf Bewährung
- 1965: Tiefe Furchen
- 1969: Wie heiratet man einen König?
- 1969: Nebelnacht
- 1969: Zeit zu leben
- 1973: Das zweite Leben des Friedrich Wilhelm Georg Platow
- 1975: Zwischen Tag und Nacht
- 1975: Bankett für Achilles
- 1979: Chiffriert an Chef – Ausfall Nr. 5
- 1979: Zünd an, es kommt die Feuerwehr
- 1980: Dach überm Kopf
- 1980: Wie wär’s mit uns beiden?
- 1980: Und nächstes Jahr am Balaton
- 1981/1988: Jadup und Boel
- 1982: Romanze mit Amélie
- 1982: Sabine Kleist, 7 Jahre…
- 1983: Das Luftschiff
- 1984: Erscheinen Pflicht
- 1986: Wengler & Söhne
- 1989: Coming Out
- 1990: Verbotene Liebe
- 1991: Heute sterben immer nur die andern
- 1993: Elefant im Krankenhaus
- 2002: Wie verliebt man seinen Vater?
- 2005: Antikörper
- 2007: Ferien
- 2009: Bergab ist entspannter
- 2010: Boxhagener Platz
- 2010: Poll
- 2011: Wer ist Hanna?
- 2012: Das Haus der Krokodile
- 2014: Nachthelle
- 2015: Er ist wieder da
- 2018: Grüner wird’s nicht, sagte der Gärtner und flog davon
- 2019: Lara

### Fernsehen

#### Fernsehfilme
- 1959: Kabale und Liebe
- 1960: Liebe
- 1961: Und am Himmel Christbäume
- 1962: Vor Sonnenuntergang
- 1962: Das Mädchen ohne Mitgift
- 1963: Die neue Losung
- 1966: Die Jagdgesellschaft
- 1972: Florentiner 73
- 1973: Den Wolken ein Stück näher
- 1974: Neues aus der Florentiner 73
- 1976: Fürs ganze Leben
- 1976: So ein Bienchen
- 1978: Clavigo
- 1979: Hochzeit in Weltzow
- 1985: Torquato Tasso (Theateraufzeichnung)
- 1985: Die Rundköpfe und die Spitzköpfe (Theateraufzeichnung)
- 1988: Narrenweisheit
- 1988: Die Weihnachtsgans Auguste
- 1989: Späte Ankunft (Zweiteiler)
- 1990: Drei Wohnungen
- 1992: Begräbnis einer Gräfin
- 1999: Gefährliche Wahrheit
- 2001: Mörderinnen
- 2001: Kelly Bastian – Geschichte einer Hoffnung
- 2002: Die Mutter
- 2003: Liebe Schwester
- 2006: Die Krähen
- 2006: Am Ende des Schweigens
- 2007: Du gehörst mir
- 2007: Die Weihnachtswette
- 2009: Haus und Kind
- 2010: Das Geheimnis in Siebenbürgen
- 2010: Fremde Heimat
- 2013: Zeugin der Toten
- 2016: Familie Lotzmann auf den Barrikaden

#### Fernsehserien und -reihen
- 1967: Der Staatsanwalt hat das Wort: Meine Schwester
- 1972: Polizeiruf 110: Das Ende einer Mondscheinfahrt
- 1975: Polizeiruf 110: Ein Fall ohne Zeugen
- 1976: Der Staatsanwalt hat das Wort: Felix kauft ein Pferd
- 1983: Polizeiruf 110: Eine nette Person
- 1985: Polizeiruf 110: Verlockung
- 1986: Polizeiruf 110: Das habe ich nicht gewollt
- 1988: Polizeiruf 110: Eine unruhige Nacht
- 1993: Polizeiruf 110: Blue Dream – Tod im Regen
- 1995: Polizeiruf 110: Jutta oder Die Kinder von Damutz
- 1993: Tatort: Verbranntes Spiel
- 1997: Ärzte: Vollnarkose
- 1998: Tatort: Der zweite Mann
- 1999: Spuk aus der Gruft (4 Folgen)
- 2002: Tatort: Fakten, Fakten …
- 2002–2005: In aller Freundschaft (verschiedene Rollen, 4 Folgen)
- 2004: SK Kölsch (Fernsehserie, 1 Folge)
- 2006: Tatort: Das zweite Gesicht
- 2006: Bella Block: Das Glück der Anderen
- 2007: Lutter: Um jeden Preis
- 2007: Stubbe – Von Fall zu Fall: Bittere Wahrheiten
- 2009: Ein starkes Team: La Paloma
- 2012: Tatort: Todesbilder
- 2012: Die Chefin (Folge: Enthüllung)
- 2013: SOKO Leipzig (Folge: Haus am See)
- 2013: Heiter bis tödlich: Hauptstadtrevier (Folge: Trautes Heim)
- 2014: Joachim Vernau – Die letzte Instanz
- 2014: Kommissar Dupin: Bretonische Verhältnisse
- 2015: Tatort: Freddy tanzt
- 2015: In aller Freundschaft – Die jungen Ärzte (Folge: Um jeden Preis)
- 2016: Kommissarin Louise Bonì – Jäger in der Nacht
- 2017: Tatort: Fürchte dich
- 2017: Deutschland 86 (2 Folgen)
- 2018: Beat (6 Folgen)
- 2019: Polizeiruf 110: Heimatliebe
- 2020: Das letzte Wort (6 Folgen)

## Hörspiele (Auswahl)
- 1968: Ilja Konstantinowski: Verjährungsfrist (Wasja) – Regie: Helmut Molegg (Hörspiel – Rundfunk der DDR)
- 1969: Rolf Haufs: Harzreise (Frau) – Regie: Peter Groeger (Hörspiel – Rundfunk der DDR)
- 1969: Emil Koraloff: Perunika – Regie: Helmut Molegg (Hörspiel – Rundfunk der DDR)
- 1970: Samuil Aljoschin: Der Diplomat (Wera) – Regie: Hannelore Solter (Hörspiel – Rundfunk der DDR)
- 1971: Günther Rücker: Portrait einer dicken Frau (Frau des Bildhauers) – Regie: Günther Rücker (Hörspiel – Rundfunk der DDR)
- 1974: Erich Schlossarek: Annette (Frau Michaelis) – Regie: Hannelore Solter (Hörspiel – Rundfunk der DDR)
- 1975: Linda Teßmer: Der Fall Tina Bergemann (Eva Schöne) – Regie: Hannelore Solter (Hörspiel – Rundfunk der DDR)
- 1977: Juri Trifonow: Der Tausch (Lora) – Regie: Joachim Staritz (Hörspiel – Rundfunk der DDR)
- 1977: James Thurber: Walter Mittys Geheimleben (Schwester) – Regie: Achim Scholz (Hörspiel – Rundfunk der DDR)
- 1978: Ingrid Hahnfeld: Vom Aberheiner – Regie: Achim Scholz (Kinderhörspiel – Rundfunk der DDR)
- 1978: Isaak Babel: Maria (Katja) – Regie: Joachim Staritz (Hörspiel – Rundfunk der DDR)
- 1979: Joachim Goll: Der Hund von Rackerswill (Sekretärin) – Regie: Werner Grunow (Hörspiel – Rundfunk der DDR)
- 1981: Hans Christian Andersen: Der standhafte Zinnsoldat (Ratte) – Regie: Heiner Möbius (Kinderhörspiel – Litera)
- 1982: Anton Tschechow: Herzchen – Regie: Barbara Plensat (Hörspiel – Rundfunk der DDR)
- 1984: Bertolt Brecht: Furcht und Elend des Dritten Reiches – Regie: Achim Scholz (Hörspiel – Rundfunk der DDR)
- 1985: Hans Lucke: Stadelmann (Auguste Molnar) – Regie: Werner Grunow (Hörspiel Kunstkopf – Rundfunk der DDR)
- 1985: Hans Fallada: Geschichten vom Mäuseken Wackelohr und von der gebesserten Ratte (Oberameise) – Regie/Bearbeitung: Peter Brasch (Kinderhörspiel – Litera)
- 1987: Lothar Günther: Großer Bahnhof – Regie: Achim Scholz (Hörspielkomödie – Rundfunk der DDR)
- 1988: Hans Christian Andersen: Die kleine Seejungfrau (Wassermutter) – Regie: Werner Buhss (Kinderhörspiel – Litera)
- 1989: Gerhard Rentzsch: Szenen vom Lande – Regie: Karlheinz Liefers (Hörspielreihe: Augenblickchen Nr. 1 – Rundfunk der DDR)
- 1989: Bert Koß: Und hinter uns der Frontmann – Regie: Peter Groeger (Hörspiel – Rundfunk der DDR)
- 1989: Brüder Grimm: Die goldene Gans (2. Erzählerin) – Regie/Bearbeitung: Peter Brasch (Kinderhörspiel – Litera)
- 1991: Alexander Wolkow: Der Zauberer der Smaragdenstadt (Bastinda, Zauberin) – Regie: Dieter Scharfenberg (Hörspiel – LITERA junior)
- 1991: Jacob Grimm/Wilhelm Grimm: Sex-Märchen zur Nacht (Großmutter) – Regie: Barbara Plensat (Märchen für Erwachsene – Funkhaus Berlin)
- 1993: Tankred Dorst: Merlin oder Das wüste Land (Herzeloide) – Regie: Walter Adler (Hörspiel – MDR)
- 1993: Friedrich Wolf: Die Geschichte von Pit Pikus, dem Specht, und der Möwe Leila (Checinka) – Regie: Werner Buhss (Kinderhörspiel – DS Kultur)
- 1996: Holger Böhme: Stillleben mit Dorf und Leichen – Regie: Joachim Staritz (Hörspiel – ORB/RB)
- 2003: Dylan Thomas: Unter dem Milchwald (Mrs. Pugh) – Regie: Götz Fritsch (Hörspiel – MDR)
- 2013: Ricarda Bethke: Wer geht zuerst – Regie: Steffen Moratz (Hörspiel – DKultur)
- 2015: Astrid Litfaß: Aus dem Leben der Nachtmulle (Lin) – Regie: Andrea Getto (Hörspiel – RBB)
- 2018: Gabriele Kögl: Höllenkinder – Regie: Elisabeth Weilenmann (Hörspiel – ORF)[5]

## Auszeichnungen
- 1978: Kunstpreis der DDR[6]
- 1979: Kritikerpreis der Berliner Zeitung für die Rolle der Sara in Miss Sara Sampson von Gotthold Ephraim Lessing am Deutschen Theater Berlin[7]
- 1981: Nationalpreis der DDR III. Klasse[8]
- 1990: 6. Nationales Spielfilmfestival der DDR: Beste Nebenrolle in Verbotene Liebe[9]
- 2021: Götz-George-Preis